# Antonio de Montesinos
Antonio de Montesinos OP o Antón Montesino OP (c. 1475, Castella - † 27 de juny de 1540, Veneçuela) fou un frare dominic i missioner d'origen castellà. Juntament amb la primera comunitat de dominics a Amèrica, encapçalada pel vicari fra Pedro de Córdoba, destacà per la defensa i denúncia contra els abusos envers els indígenes per part dels colonitzadors espanyols a l'illa d'Hispaniola, i que causà la conversió posterior de Bartolomé de las Casas en la defensa dels indis.

## A Espanya
Antonio de Montesinos entrà a l'Orde de Predicadors al convent de Sant Esteve de Salamanca, on feu tots els estudis. Quan hagué acabat el noviciat, feu la professió com a frare l'1 de juliol de 1502. Posteriorment, en acabar els estudis de teologia i ja ordenat de sacerdot fou assignat al Reial Convent de Sant Tomàs d'Àvila el 1509, que acabava de ser fundat, en companyia de fra Pedro de Córdoba, fra Bernardo de Sant Domènec, fra Tomàs de Fuentes i fra Domingo Velázquez.

## Cap a Amèrica
El 1510 formà part del primer grup de missioners dominics que s'embarcaren cap al Nou Món, després d'obtenir la Reial Cèdula amb data d'11 de febrer de 1509, que els concedia el pas a les Índies de 15 religiosos i 3 laics. Aquest grup pioner de dominics, presidit per fra Pedro de Córdoba, estava conformat per fra Antonio de Montesinos, fra Bernardo de Sant Domènec i fra Domingo de Villamayor. Durant el viatge a la nau Espíndola, realitzaren una parada a l'illa de San Juan. El grup arribà al port d'Ozama, a la Hispaniola, el setembre de 1510. Acabaren arribant fins a aquella primera comunitat un total de 15 frares.

## Apostolat a Santo Domingo. El sermó de denúncia
Montesinos, a Santo Domingo, es preocupà de defensar els indis. Predicà per encàrrec de Pedro de Córdoba i la seva comunitat religiosa els sermons del 21 i 28 de desembre de 1511 denunciant els abusos i maltractaments que s'estaven cometent en el sistema d'encomendacions que arribaven a esclavitzar els indis, saltant-se les obligacions que aquest sistema els imposava als colonitzadors.
| «                                                          | Aquests no són homes? Amb aquests no s'han de guardar i complir els preceptes de caritat i de la justícia? Aquests no tenien les seves terres pròpies i els seus senyors i propietaris? Aquests ens han ofès en quelcom? La llei de Crist, no som obligats a predicar-los-la i treballar amb tota diligència de convertir-los...? Tots esteu en pecat mortal, i hi viviu i moriu, per la crueltat i tirania que empreu envers aquestes innocents gents. | » |
| — Sermó de Fra Antonio OP. Santo Domingo, desembre de 1511 | |   |

El virrei Diego Colón Moniz present a l'ofici religiós s'adreçà a Pedro de Córdoba al convent dels dominics perquè expulsés de l'illa fra Antonio o que, almenys, la setmana següent fes un sermó més suau, que apaivagués els ànims. Gran sorpresa fou que, el diumenge següent, el discurs fou molt més bel·ligerant pels indis i divulgà a tort i a dret cinc principis: que les lleis del a religió estan per damunt de les lleis dels particulars i de l'estat, que no existeixen diferències racials davant els ulls de Déu, que l'esclavitud i el servatge són il·lícits, que calia restituir als indis la seva llibertat i béns i que s'havien de convertir els indis al cristianisme amb l'exemple i no amb la força. Els colons persuadiren fra Alonso de Espinar, superior dels franciscans de l'illa, perquè anés a la cort a vetllar pels seus interessos. També ho feren els dominics, que enviaren Montesinos per refutar els arguments de les autoritats colonials i dels seus partidaris.

## Desenllaç
El resultat d'aquesta polèmica fou la formació d'una junta de teòlegs, de la qual sortiren les Lleis de Burgos, aprovades el 27 de desembre de 1512. Fra Pedro de Córdoba les considerà incompletes i es desplaçà a Espanya per esmenar-les. El rei Ferran el Catòlic s'hi mostrà d'acord, les discussions continuaren i el 28 de juliol de 1513 es feren diverses esmenes. Després de tornar Montesinos al Nou Món treballà com a missioner a l'illa d'Hispaniola i a l'illa de San Juan (Puerto Rico), on es quedà greument malalt. El 1514 participà en la primera expedició dels dominics a l'actual Cumaná, Veneçuela, on és probable que Montesinos fes la primera missa al continent americà. Abans de tornar a la ciutat de Santo Domingo, fundà un convent a Píritu juntament amb els franciscans de Cumaná el 1515. Viatjà de nou a Espanya el setembre de 1515 per negocis de la seva comunitat. El 1518 estigué de nou de pas a l'illa de San Juan amb fra Pedro de Córdoba. Ambdós es dirigiren cap a Espanya per gestionar l'establiment d'una província dominicana a Amèrica. El 1521 fundà un convent a la ciutat de San Juan Bautista de la Isleta, amb uns altres quatre frares dominics, base de la primera universitat a Puerto Rico, fundada el 1532.